# كارل فيغو لانج
كارل فيغو لانج (بالنرويجية البوكمول: Carl Viggo Lange)‏ هو طبيب وسياسي نرويجي، ولد في 9 أبريل 1904 في النرويج، وتوفي في 31 مايو 1999. حزبياً، نشط في حزب العمال. وقد انتخب عضو برلمان النرويج ‏ (1950 – 1953).